# 南山泡子
南山泡子是一个位于中国黑龙江省松嫩平原杜尔伯特县的湖泊。